# Готель Елеон
«Готель Елеон» — українсько-російський комедійний серіал, -спін-офф серіалу «Кухня».  Виробництвом серіалу займаються російські компанії Yellow, Black and White та Keystone Production, а також українська компанія Sister's Production. Серіал показує різні комічні і драматичні ситуації всередині колективу п'ятизіркового готелю Eleon і ресторану Victor.

## Історія виробництва
З 4 червня по 23 вересня 2016 року проходили зйомки першого сезону. Фасадом готелю Eleon є московський бізнес центр «Олександр Хаус», який розташований на Якіманській набережній, поруч з Патріаршим мостом.
Прем'єра відбулася 28 листопада 2016 року на російському телеканалі СТС.
15 грудня 2016 року почались зйомки другого сезону.. Прем'єра другого сезону відбулась 15 травня 2017 року о 20:00 на телеканалі СТС.
В січні 2017 року був заборонений до показу в Україні. Серіал не отримав необхідну ліцензію відповідно до пункту 10 «Положення про державне посвідчення на право розповсюдження і демонстрування фільмів» і на підставі українського законодавства в сфері кінематографії. У них зазначено, що в Україні заборонена трансляція фільмів, вироблених фізичними і юридичними особами держави-агресора.
Зйомки третього сезону стартували 13 червня 2017 року. Прем'єра третього сезону — 20 листопада 2017 року.
21 грудня 2017 року закінчився показ серіалу.

## Сюжет
Ресторан отримує зірку Мішлен, й Віктор Петрович іде на пенсію, проте життя у готелі Eleon триває. Михайло Джекович управляє готелем, а Сєня стає шеф-кухарем ресторану Victor, але у нього з'являються проблеми у відносинах з дружиною Мариною, яка призначена головним бухгалтером.
Елеонора Андріївна, втомившись від справ, передає бутик-готель Eleon своєму недолугому племінникові — Павлу. Не бажаючи власноруч займатися справами, новий власник наймає висококваліфікованого менеджера з Брюсселя — Софію Янівну. Вона отримує посаду керуючої готелем, а Михайло Джекович стає її підлеглим. Нова керуюча не тільки вносить зміни у звичний уклад життя Eleon, але і змінює особисте життя героїв. Настя стає артдиректором ресторану Victor, а Костя — всього лише старшим барменом.
Тоді ж у готелі з'являється дівчина на ім'я Даша. Обдурена шлюбним аферистом, вона влаштовується на роботу в готель покоївкою. Але доля приготувала для неї новий сюрприз: вона випадково знаходить сумку з грошима і вирішує зберігати її у себе, в таємниці від усіх. Даша не підозрює, що в сумки з мільйоном євро є господар: бізнесмен і кримінальний авторитет Альохін.

## У ролях
- Григорій Сіятвінда — Михаїл Джекович, заступник керуючого бутик-готелю Eleon
- Катерина Вілкова — Софія Янівна Толстая, керуюча бутик-готелем Eleon з Брюсселя
- Мілош Біковіч — Павло Аркадійович, власник/співвласник бутик-готелю Eleon з Сербії, племінник Елеонори Андріївни
- Ольга Кузьміна — Анастасія Степанівна Фоміна, артдиректор ресторану Victor
- Віктор Хоріняк — Костянтин Костянтинович Анісімов, бармен/охоронець бутик-готелю Eleon, чоловік Насті
- Сергій Лавигін — Арсеній Андрійович Чуганін, шеф-кухар ресторану Victor
- Михайло Тарабукін — Федір Михайлович Юрченко, су-шеф ресторану Victor, у минулому шеф-кухар знаменитого олігарха
- Анна Бегунова — Марина Антонівна Чуганина, головний бухгалтер бутик-готелю Eleon, дружина Арсенія
- Олена Ксенофонтова — Елеонора Андріївна Галанова, власниця бутик-готелю Eleon
- Владислав Вєтров — Борис Леонідович, головний інженер бутик-готелю Eleon
- Наталя Щукіна — Валентина Іванівна, старша покоївка бутик-готелю Eleon
- Діана Пожарська — Дар'я Іванівна Канаєва, покоївка/портьє бутик-готелю Eleon
- Олександра Кузьонкіна — Юлія Макарівна Комісарова, покоївка бутик-готелю Eleon
- Тимур Єремєєв — Єгор, портьє бутик-готелю Eleon
- Рина Гришина — Світлана Алексєєва, портьє бутик-готелю Eleon
- Костянтин Федоров — Леонід Маркович, начальник охорони бутик-готелю Eleon
- Пилип Блєдний — Микита Андрійович Дягілєв, співвласник бутик-готелю Eleon
- Жаннат Керимбаєв — Айбек Семес, помічник дядька Борі, племінник Айнури
- Володимир Стержаков — Данило Маратович Альохін, кримінальний авторитет
- Ілля Любимов — Вадим Олексійович Лебедєв, коуч, психолог бутік-готелю «Eleon», колишній чоловік Софії Янівни

### В епізодах
- Антон Васильєв — Чагін, капітан поліції
- Віталій Гогунський — камео, актор
- Роман Курцин — Олександр Агєєв, колишній хлопець Даші, боксер
- Тетяна Жукова-Киртбая — Тамара Василівна, бабуся Даринки
- Іван Агапов — Роберт Іванович Колесніченко, інвестор бутик-готелю Eleon
- Ольга Фреймут — камео, телеведуча
- Євген Сморигін — камео, бармен
- Эльберд Агаєв — Тимур Давидович, постачальник продуктів в ресторан Victor
- Марія Горбань — Христина Семенівна (Нагієва, Іванчук), колишня дружина Дмитра Нагієва, дружина/колишня дружина Данила Маратовича, коханка/колишня коханка Павла
- Валерія Федорович — Катерина Вікторівна Семенова, дочка Елеонори Андріївни, двоюрідна сестра Павла
- Жанил Асанбекова — Айнура Жаннатбековна Кененсарова, колишня прибиральниця-посудомийка ресторану Victor, тітка Айбека
- Uma2rmaH — камео, рок-група
- Дмитро Астрахан — Борис Феліксович Ельтаровський, режисер
- Валерій Афанасьєв — Геннадій Семенович Скороходов, генерал поліції